# Kautokeino (gemeente)
Kautokeino (Samisch: Guovdageaidnu; Fins: Koutokeino) is een gemeente in de Noorse provincie Finnmark.
In oppervlakte is het verreweg de grootste gemeente van het land. De gemeente telde 2933 inwoners in januari 2017. Het merendeel van de inwoners heeft het Samisch als moedertaal. Het grootste deel van de gemeente is onderdeel van de Finnmarksvidda. Deze hoogvlakte staat vooral bekend als het gebied waar de Saami hun rendierkuddes houden. In het zuidoosten van de gemeente, tegen de Finse grens ligt het nationaal park Anárjohka.

## Plaatsen in de gemeente
- Kautokeino
- Masi

## Geboren in Kautokeino
- Mattis Hætta (1959-2022), zanger

Alta · Båtsfjord · Berlevåg · Gamvik · Hammerfest · Hasvik · Karasjok · Kautokeino · Lebesby · Loppa · Måsøy · Nesseby · Nordkapp · Porsanger · Sør-Varanger · Tana · Vadsø · Vardø